# De Havilland Canada Dash 8
A De Havilland Canada Dash 8 (vagy DHC 8, korábbi nevén Bombardier Dash 8) egy turbólégcsavaros regionális utasszállító repülőgépekből álló család, amit a De Havilland Canada cég fejlesztett ki 1983-ban. Öt évvel később a Boeing megvásárolta a gyártási jogokat, majd 1992-ben eladta azokat a Bombardier Inc.-nek. 2019-ben a jogok átkerültek a Viking Air-hez, ami újraélesztette a De Havilland márkát; jelenleg is ez gyártja a repülőgépeket. A világ egyik legnépszerűbb kis hatótávolságú gépe, számos diszkont és regionális légitársaság használja.
A repülőgépből eddig 4 különböző nagy sorozat (100, 200, 300, 400) alakult ki. Jelenleg már csak a 400-as sorozat, azon belül is a Q400-as típus van gyártásban. A Q jelet onnan kapta, hogy speciális zajcsökkentő rendszerrel van fölszerelve.
A Malév flottájában négy darab Bombardier Dash 8 Q400-as üzemelt 2008-2012 között.

## Története

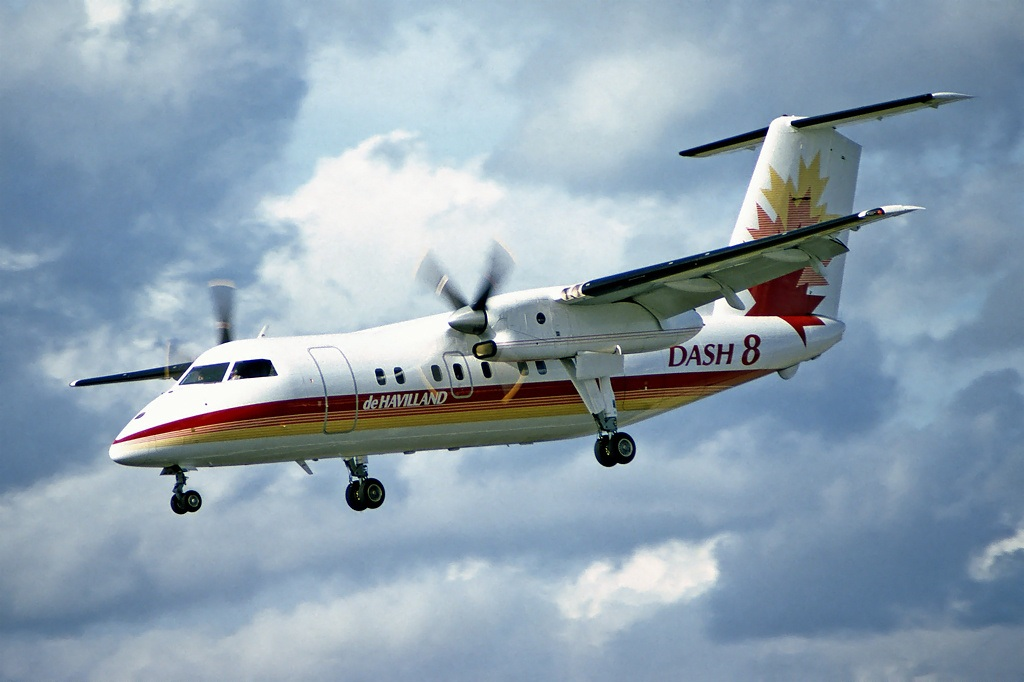
Dash 8-100

A De Havilland Canada (DHC) 1928-ban alakult meg abból a célból, hogy katonai repülőgépeket építsen brit licenc alapján. A második világháború után a cég inkább a polgári repülőgyártás felé húzódott. A gyár az igazi áttörést 1975-ben érte el, amikor bemutatták a DHC 7 regionális gépet, ami később a Dash 7 nevet kapta. A repülőgép 50 ember szállítására volt képes. Négy hajtóműves repülőgép lévén erős volt és a felső szárnyas elrendezés még alkalmasabb volt  a rövidpályás, alkalmanként akár füves repülőtérről való üzemeltetéshez is.
Az első Dash 8-100-as példány 1983. április 19-én gurult ki a gyárból, majd a repülőgép még az év júniusában végrehajtotta a legelső felszállását. Az első repülőgépet a kötelező dokumentumok megszerzése után, 1984 októberében adta át a Havilland a kanadai NorOntair cégnek. Körülbelül egy évvel később az amerikai Piedmont Airlines is vásárolt az új típusból. Másfél év elteltével a gép már nemcsak Észak-Amerikába, hanem Európába is megérkezett, a Tyrolean Airlines-nál állt szolgálatba.

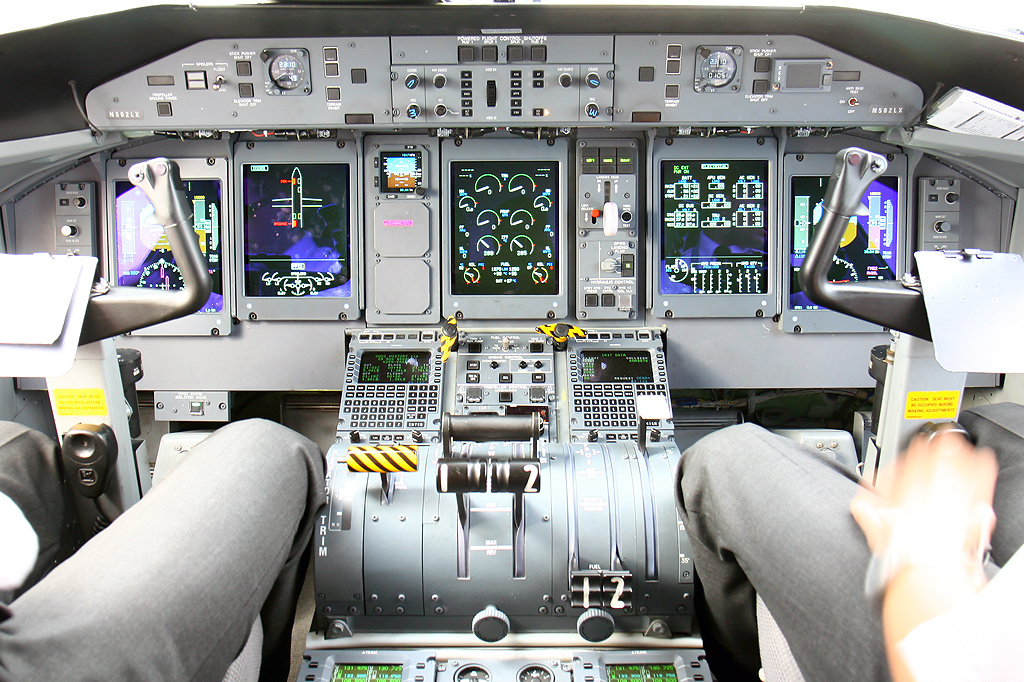
A Q400 pilótafülkéje

A Dash 8-300-as 1985-ben lett átadva a nagyközönségnek. Az új modell már 56 utast volt képes elszállítani, erősebb hajtóművei és tágasabb beltere volt. Ugyanezeket a fejlesztéseket később alkalmazták a 100-as típuson is, 100A néven, majd annak még továbbfejlesztett változata lett a 100B. Emellett megjelent a Dash 8-200-as típus is, majd 1995-ben a Bombardier hozzálátott a 400-as modell tervezéséhez. A cég nem sokkal azelőtt vette meg a repülő gyártási jogait a Boeingtől, miután az 1988-ban megvásárolta a DHC-t. A 300-as típushoz képest 6 méterrel megtoldották a gép törzsének hosszát, megnövelték a  befogadóképességét, ennek megfelelően erősebb motorokkal látták el a gépeket. A 100-as, 200-as és a 300-as gyártása időközben már leállt, így jelenleg csak a 400-as típust készítik, abból is a Q betűjellel ellátott, zajszennyezést csökkentő változatot.

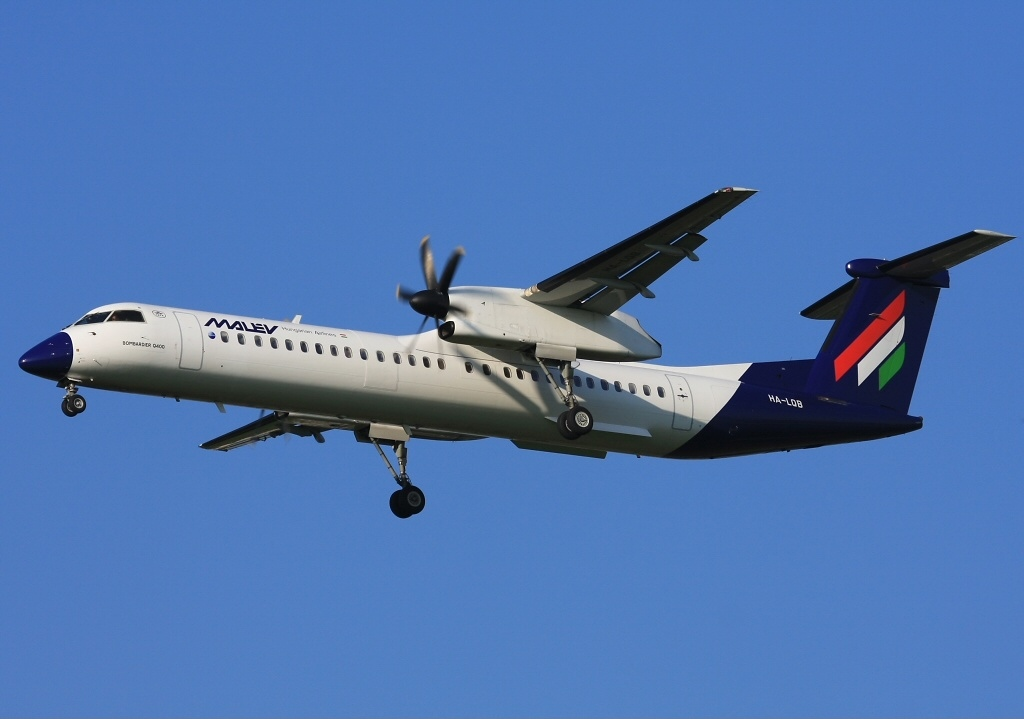
Q400 a Malév színeiben

2019-ben a Bombardier végleg megvált a típustól, amit a Viking Air vásárolt meg. Az anyacég újra létrehozta a DHC vállalatot, így jelenleg is az gyártja a gépet.
2021 januárjában a De Havilland bejelentette, hogy fölhagy a típus gyártásával.

## Fordítás
Ez a szócikk részben vagy egészben  a   De Havilland Canada Dash 8 című angol Wikipédia-szócikk ezen változatának fordításán alapul.  Az eredeti cikk szerkesztőit annak laptörténete sorolja fel. Ez a jelzés csupán a megfogalmazás eredetét és a szerzői jogokat jelzi, nem szolgál a cikkben szereplő információk forrásmegjelöléseként.